# Filip al V-lea al Macedoniei
Filip al V-lea a fost rege al Macedoniei din 221 î.Hr. până în 179 î.Hr.
Fiu al lui Demetrios al II-lea, Filip avea nouă ani când tatăl său a murit în 230 î.Hr.-229 î.Hr. Vărul său, Antigonus Doson, a administrat regatul ca regent până la moartea sa în 221 î.Hr.-220 î.Hr., când Filip avea 18 ani.
Filip, urmărind eliminarea influenței romane din Illyria, încheie o alianță cu Hannibal. Primul război macedonean (215 î.Hr.-205 î.Hr.), cea dintâi confruntare dintre Roma și Macedonia elenistică se încheie prin pacea de la Phoinoke pe baza statu-quo-ului. Roma a reușit să mobilizeze împotriva lui Filip, Liga etoliană (212 î.Hr.), Regatul Pergamului, Sparta, Elida și Messenia (211 î.Hr.), obligându-l astfel pe suveranul macedonean să lupte în Tesalia, Eubeea, Pelopones și Marea Egee. Filip nu-l mai putea sprijini pe Hannibal, care lupta împotriva Romei în cel de-al doilea război punic.
Războiul social (220-2017 î.Hr.). creează Liga elenică a Greciei, datorită instigării lui Filip al V-lea în Corint. Mai apoi acesta conduce Liga în bataliile împotriva Aetoliei, Spartei și Elisului. În același timp a fost capabil să-și dezvolte autoritatea și puterea. Datorită conducerii sale expemplare din timpul Războiului social s-a făcut bine cunoscut și renumit în regatul sau și în afara acestuia.
În perioada 200 î.Hr.-197 î.Hr., Roma declanșează cel de-al doilea război macedonean. Filip este înfrânt în bătălia de la Kynoskephalai în 197 î.Hr. și constrâns să încheie pacea cu Roma.
Personalitate dinamică, deosebit de devotat ca militar și om de stat, Filip și-a îndepărtat însă simpatia cetăților grecești prin cruzimea deciziilor sale.
Este succedat de fiul său mai mare, Perseus, care a domnit ca ultimul rege al Macedoniei.